# Makó autóbusz-állomás

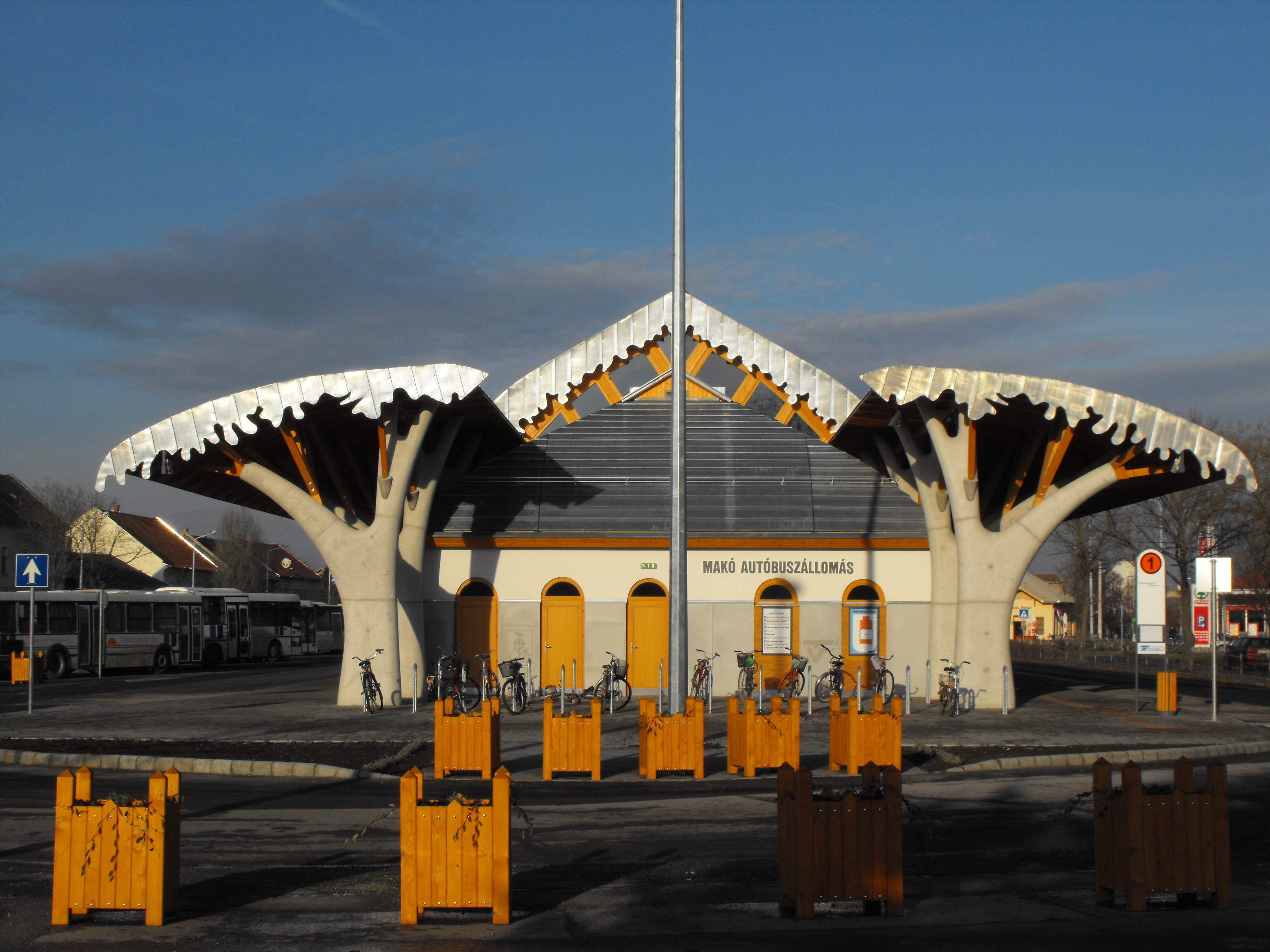
A buszpályaudvar épülete

A makói autóbusz-állomás a Csanád vezér téren található, üzemeltetője a Volánbusz. Eredetileg 1978-ban építették; a leromlott állagú, különösebb esztétikai értékkel nem rendelkező régi épület helyén annak alapfalait is felhasználva 2010-ben Makovecz Imre tervei alapján új organikus stílusú buszpályaudvar épült.
A Tisza Volán Rt. 1950-ben hozott létre főnökséget a Maros-parti településen, és 1978 augusztusában épített buszpályaudvart a város központjában. Innen indulnak és ide érkeznek a Makó és a kistérség falvai között kapcsolatot teremtő helyközi, a Makót az ország nagyvárosaival összekötő távolsági, a menetrendszerűen közlekedő helyi-, valamint a szűkebb régió általános iskolásait szállító iskolabusz-járatok is.

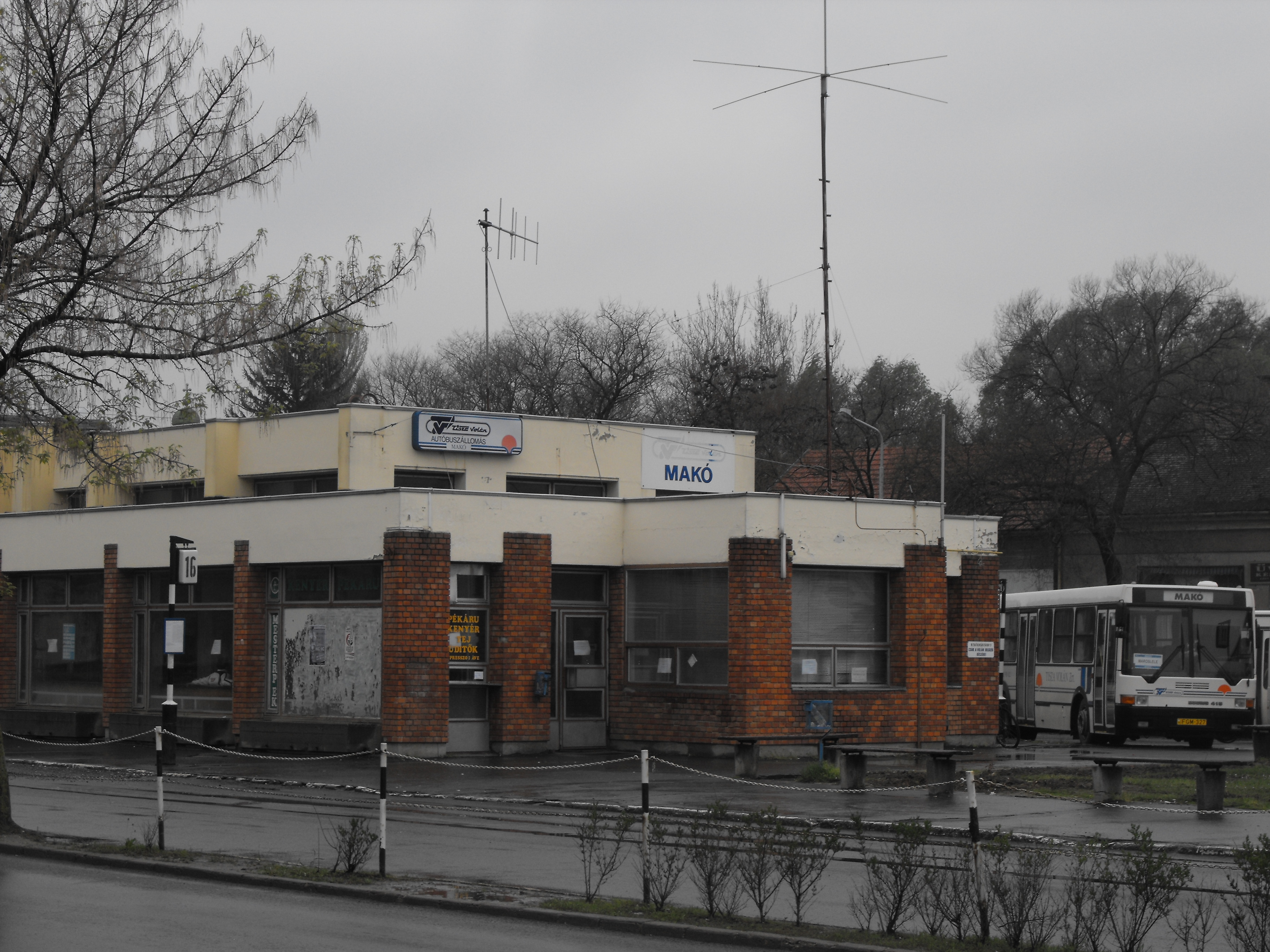
A régi buszpályaudvar épülete

2008 márciusában Makó és a Tisza Volán közösen nyújtott be pályázatot a buszpályaudvar felújítására, aminek állaga ekkorra már leromlott, és nem felelt meg az uniós elvárásoknak sem. A pályázatot a Dél-alföldi Regionális Fejlesztési Ügynökség támogatásban részesítette, így lehetővé vált, hogy Makovecz Imre tervei alapján az organikus városképbe illeszkedő, új autóbusz-pályaudvar épüljön, felhasználva a korábbi épület alapfalait is. A beruházás során megvalósult a buszpályaudvar teljes újjáépítése és korszerűsítése, valamint komplex akadálymentesítése is.
A pályázat teljes költségvetése 320,4 millió forint volt, amiből 288 millió forint Európai Uniós támogatás. A munkálatokba április 29-én kezdett bele a közbeszerzési eljárás nyertese, a K’ART Építő Zrt. A befejezés tervezett időpontja október 30. volt, a határidőt azonban a kivitelező nem tudta tartani. Három hét csúszás után, november 23-án adták át az épületet. A makói autóbusz-pályaudvar rekonstrukciója az utolsó volt Csongrád megye vidéki pályaudvar-beruházásainak sorában, viszont az első, amely uniós források bevonásával épül.
A pályaudvar váróterme tágas, a nagy üvegfelületeknek köszönhetően világos; az üvegek fa kerete a napsugaras építészetre jellemző motívumokat használja. Az épületben korszerű utas-tájékoztatási rendszert, a sofőrök számára pihenőhelyiségeket alakítottak ki. A Makovecz-buszállomás leglátványosabb elemei a monolit betonból készült tartóoszlopok, amiket az építési területen öntöttek; egy oszlop elkészítéséhez 10 köbméter betonra volt szükség, ami két nap alatt kötött meg. Súlyuk egyenként 7,8 tonna, összesen 44 darab található belőlük az épület két oldalán. A korábbi fűrészfogas beállás helyett a beruházás befejezése után körben haladhatnak a buszok. A városban a kerékpáros közlekedés dominál, a felújított autóbusz-pályaudvaron ezért nagyszámú új kerékpártárolót telepítettek.